# Dacă și numai dacă
În logică și domeniile conexe, ca matematică și filosofie, dacă și numai dacă este o expresie care se referă la un conector logic între propoziții cognitive în funcție de două condiții, care trebuie să fie ambele adevărate sau false. Permite concentrarea într-un singur enunț a unei teoreme, cât și a teoremei reciproce, în cazul când există.
Cele două condiții asigură echivalența materială, și pot fi legate de condiția materială „doar dacă” (în engleză only if, echivalentă cu structura if ... then) combinată cu dacă (în engleză if) în caz contrar. Sensul este că adevărul uneia dintre condiții cere ca și cealaltă să fie adevărată ca întreaga expresie să fie adevărată (adică cele două condiții trebuie să fie sau ambele adevărate, sau ambele false).
Deși este încetățenită, în logica formală expresia este discutabilă, de exemplu „P dacă și numai dacă Q” înseamnă că singurul caz în care P este adevărată este când Q este și ea adevărată, întrucât în cazul „P dacă Q”, ar putea exista și alte situații în care P este adevărată când Q este falsă. În texte, alternativa obișnuită la expresia P dacă și numai dacă Q este „Q este necesară și suficientă pentru P”, care înseamnă „P doar dacă Q”. Unii autori nu acceptă expresia dacă și numai dacă, alții o tolerează.
În formulele matematice, în locul expresiilor de mai sus se preferă folosirea simbolurilor din caseta alăturată.

## Definiție
Tabela de adevăr a {\displaystyle P\Leftrightarrow Q\,} este următoarea:
| P | Q | {\displaystyle P\Rightarrow Q\,} | {\displaystyle P\Leftarrow Q\,} | {\displaystyle P\Leftrightarrow Q\,} |
| - | - | -------------------------------- | ------------------------------- | ------------------------------------ |
| T | T | T                                | T                               | T                                    |
| T | F | F                                | T                               | F                                    |
| F | T | T                                | F                               | F                                    |
| F | F | T                                | T                               | T                                    |

Este echivalentă cu operația XNOR, negația operației XOR (disjuncție exclusivă).